# فريدريك يوهانسون (لاعب باندي)
فريدريك يوهانسون هو لاعب باندي ‏ سويدي، ولد في 9 سبتمبر 1984.